# Tepecik, Eğil
Tepecik là một xã thuộc huyện Eğil, tỉnh Diyarbakır, Thổ Nhĩ Kỳ. Dân số thời điểm năm 2008 là 343 người.